# Warhammer 40,000: Storm of Vengeance
Warhammer 40,000: Storm of Vengeance est un jeu vidéo de stratégie en temps réel développé et édité par Eutechnyx, sorti en 2014 sur Windows, iOS et Android.

## Accueil
- Eurogamer : 3/10 (PC)[1]
- Game Informer : 3/10 (PC)[2]
- Gamezebo : 2,5/5 (iOS)[3]
- Pocket Gamer : 5/10 (And)[4]